# Grand Prix moto de la Communauté valencienne 2005
Le Grand Prix de la Communauté de Valence 2005 était la dernière épreuve du championnat du monde de vitesse moto 2005. Il a eu lieu du 4 au 6 novembre 2005 sur le circuit de Valence. C'est la 7e édition du Grand Prix moto de la Communauté de Valence.

## Classement Moto GP
| Pos. | Pilote           | Constructeur | Temps           | Grille | Points |
| ---- | ---------------- | ------------ | --------------- | ------ | ------ |
| 1    | Marco Melandri   | Honda        | 46 min 58 s 152 | 2      | 25     |
| 2    | Nicky Hayden     | Honda        | +0 s 097        | 3      | 20     |
| 3    | Valentino Rossi  | Yamaha       | +2 s 959        | 15     | 16     |
| 4    | Carlos Checa     | Ducati       | +18 s 718       | 4      | 13     |
| 5    | Alex Barros      | Honda        | +20 s 706       | 8      | 11     |
| 6    | Max Biaggi       | Honda        | +21 s 254       | 5      | 10     |
| 7    | Loris Capirossi  | Ducati       | +23 s 142       | 7      | 9      |
| 8    | Colin Edwards    | Yamaha       | +25 s 678       | 6      | 8      |
| 9    | Makoto Tamada    | Honda        | +36 s 710       | 10     | 7      |
| 10   | Toni Elias       | Yamaha       | +39 s 116       | 13     | 6      |
| 11   | Shinya Nakano    | Kawasaki     | +41 s 136       | 9      | 5      |
| 12   | Ryuichi Kiyonari | Honda        | +45 s 691       | 16     | 4      |
| 13   | John Hopkins     | Suzuki       | +46 s 507       | 11     | 3      |
| 14   | Alex Hofmann     | Kawasaki     | +59 s 856       | 12     | 2      |
| 15   | Ruben Xaus       | Yamaha       | +1 min 19 s 443 | 17     | 1      |
| 16   | Franco Battaini  | Blata        | +1 tour         | 21     |        |
| Abd. | Kenny Roberts Jr | Suzuki       | Abandon         | 20     |        |
| Abd. | James Ellison    | Blata        | Abandon         | 19     |        |
| Abd. | Nobuatsu Aoki    | Suzuki       | Abandon         | 14     |        |
| Abd. | Sete Gibernau    | Honda        | Abandon         | 1      |        |
| Abd. | Roberto Rolfo    | Ducati       | Abandon         | 18     |        |

## Classement 250 cm3
| Pos  | Pilote            | Constructeur | Temps           | Grille | Points |
| ---- | ----------------- | ------------ | --------------- | ------ | ------ |
| 1    | Dani Pedrosa      | Honda        | 43 min 33 s 395 | 1      | 25     |
| 2    | Jorge Lorenzo     | Honda        | +3 s 448        | 4      | 20     |
| 3    | Casey Stoner      | Aprilia      | +14 s 372       | 9      | 16     |
| 4    | Alex De Angelis   | Aprilia      | +17 s 771       | 3      | 13     |
| 5    | Hector Barbera    | Honda        | +26 s 233       | 2      | 11     |
| 6    | Hiroshi Aoyama    | Honda        | +31 s 244       | 5      | 10     |
| 7    | Yuki Takahashi    | Honda        | +35 s 518       | 6      | 9      |
| 8    | Randy de Puniet   | Aprilia      | +36 s 488       | 7      | 8      |
| 9    | Andrea Dovizioso  | Honda        | +43 s 129       | 29     | 7      |
| 10   | Roberto Locatelli | Aprilia      | +43 s 960       | 14     | 6      |
| 11   | Alex Debón        | Honda        | +55 s 494       | 11     | 5      |
| 12   | Jakub Smrž        | Honda        | +57 s 265       | 8      | 4      |
| 13   | Martín Cárdenas   | Aprilia      | +58 s 185       | 17     | 3      |
| 14   | Sylvain Guintoli  | Aprilia      | +58 s 545       | 15     | 2      |
| 15   | Taro Sekiguchi    | Aprilia      | +1 min 01 s 485 | 12     | 1      |
| 16   | Chaz Davies       | Aprilia      | +1 min 12 s 112 | 18     |        |
| 17   | Steve Jenkner     | Aprilia      | +1 min 23 s 475 | 16     |        |
| 18   | Alex Baldolini    | Aprilia      | +1 min 30 s 535 | 13     |        |
| 19   | Mirko Giansanti   | Aprilia      | +1 min 31 s 957 | 25     |        |
| 20   | Mathieu Gines     | Aprilia      | +1 tour         | 21     |        |
| 21   | Zheng Peng Li     | Aprilia      | +1 tour         | 28     |        |
| Abd. | Simone Corsi      | Aprilia      | Abandon         | 23     |        |
| Abd. | Andrea Ballerini  | Aprilia      | Abandon         | 19     |        |
| Abd. | Erwan Nigon       | Aprilia      | Abandon         | 26     |        |
| Abd. | Dirk Heidolf      | Honda        | Abandon         | 10     |        |
| Abd. | Zhu Wang          | Aprilia      | Abandon         | 27     |        |
| Abd. | Arturo Tizon      | Honda        | Abandon         | 20     |        |
| Abd. | Arnaud Vincent    | Fantic       | Abandon         | 24     |        |
| Abd. | Alvaro Molina     | Aprilia      | Abandon         | 22     |        |

## Classement 125 cm3
| Pos  | Pilote            | Constructeur | Temps           | Grille | Points |
| ---- | ----------------- | ------------ | --------------- | ------ | ------ |
| 1    | Mika Kallio       | KTM          | 40 min 26 s 640 | 3      | 25     |
| 2    | Gabor Talmacsi    | KTM          | +0 s 237        | 8      | 20     |
| 3    | Mattia Pasini     | Aprilia      | +0 s 367        | 2      | 16     |
| 4    | Hector Faubel     | Aprilia      | +12 s 401       | 6      | 13     |
| 5    | Marco Simoncelli  | Aprilia      | +17 s 009       | 11     | 11     |
| 6    | Tomoyoshi Koyama  | Honda        | +20 s 635       | 9      | 10     |
| 7    | Fabrizio Lai      | Honda        | +20 s 670       | 5      | 9      |
| 8    | Julian Simon      | KTM          | +20 s 809       | 12     | 8      |
| 9    | Thomas Lüthi      | Honda        | +23 s 517       | 4      | 7      |
| 10   | Pablo Nieto       | Derbi        | +32 s 805       | 24     | 6      |
| 11   | Aleix Espargaro   | Honda        | +35 s 930       | 14     | 5      |
| 12   | Alvaro Bautista   | Honda        | +36 s 015       | 22     | 4      |
| 13   | Raffaele De Rosa  | Aprilia      | +43 s 436       | 21     | 3      |
| 14   | Joan Olive        | Aprilia      | +47 s 651       | 27     | 2      |
| 15   | Andrea Iannone    | Aprilia      | +49 s 387       | 16     | 1      |
| 16   | Nicolas Terol     | Derbi        | +53 s 187       | 26     |        |
| 17   | Jordi Carchano    | Aprilia      | +57 s 976       | 23     |        |
| 18   | Enrique Jerez     | Derbi        | +1 min 00 s 860 | 36     |        |
| 19   | Manuel Hernandez  | Aprilia      | +1 min 01 s 055 | 19     |        |
| 20   | Mateo Tunez       | Aprilia      | +1 min 06 s 276 | 28     |        |
| 21   | Imre Tóth         | Aprilia      | +1 min 06 s 915 | 31     |        |
| 22   | Gioele Pellino    | Malaguti     | +1 min 08 s 479 | 34     |        |
| 23   | Vincent Braillard | Aprilia      | +1 min 13 s 289 | 38     |        |
| 24   | Esteve Rabat      | Honda        | +1 min 22 s 682 | 35     |        |
| 25   | Julian Miralles   | Aprilia      | +1 min 23 s 174 | 37     |        |
| 26   | Sasha Hommel      | Honda        | +1 min 39 s 732 | 39     |        |
| Abd. | Federico Sandi    | Honda        | Abandon         | 25     |        |
| Abd. | Dario Giuseppetti | Aprilia      | Abandon         | 30     |        |
| Abd. | Lorenzo Zanetti   | Aprilia      | Abandon         | 20     |        |
| Abd. | Alexis Masbou     | Honda        | Abandon         | 18     |        |
| Abd. | Sergio Gadea      | Aprilia      | Abandon         | 1      |        |
| Abd. | David Bonache     | Honda        | Abandon         | 29     |        |
| Abd. | Daniel Saez       | Aprilia      | Abandon         | 32     |        |
| Abd. | Mike Di Meglio    | Honda        | Abandon         | 10     |        |
| Abd. | Karel Abraham     | Aprilia      | Abandon         | 33     |        |
| Abd. | Sandro Cortese    | Honda        | Abandon         | 7      |        |
| Abd. | Jules Cluzel      | Malaguti     | Abandon         | 17     |        |
| Abd. | Lukas Pesek       | Derbi        | Abandon         | 13     |        |
| Abd. | Manuel Poggiali   | Gilera       | Abandon         | 15     |        |